# Rio Muni (região)

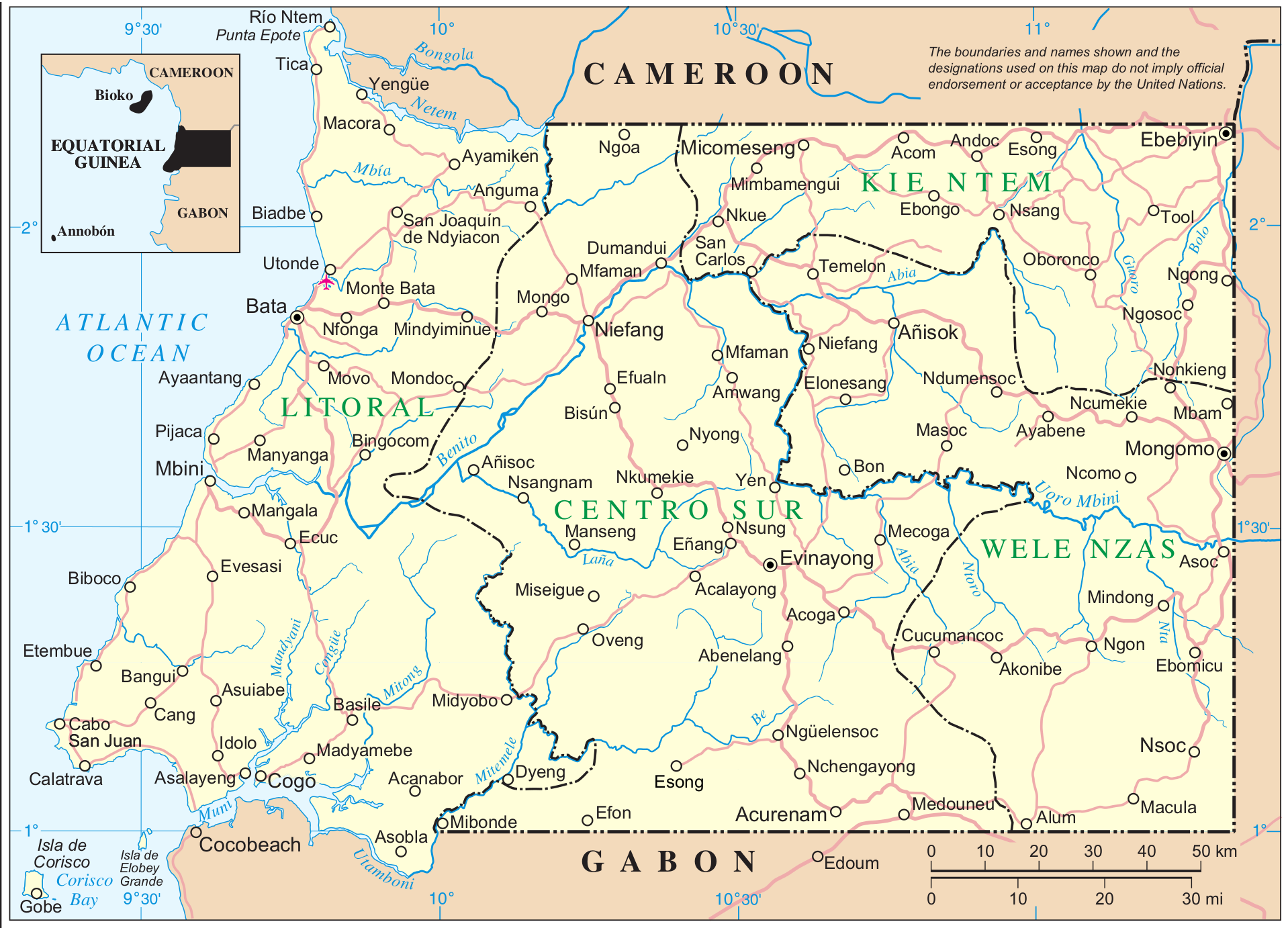
Território de Rio Muni

Rio Muni (ou Mbini em língua fang) é como se denomina a região continental da Guiné Equatorial, limitada a norte pelos Camarões, a leste e a sul pelo Gabão e a oeste pelo Golfo da Guiné. As principais cidades são Bata, a capital da região, além de Mbini, Ebebiyin, Mongomo e Evinayong. A região, que é formada em mais de noventa por cento de floresta equatorial, comporta em torno de oitenta por cento da população do pais.
Até 1778 Rio Muni fazia parte do Império Colonial Português mas foi cedido à Espanha pelo Tratado de El Pardo em troca de terras na América do Sul, hoje parte do Brasil. Compreende a antiga colônia espanhola de "Guiné Continental" e as ilhas de Corisco e as Elobey. Foi província espanhola, junto a Fernando Pó de 1959 a 1963, depois passaria a ser parte da região espanhola da Guiné Espanhola, nome que conservou até sua independência da Espanha em 1968.
Acredita-se que os habitantes originais do território sejam pigmeus, embora o povo fang perfaça hoje a maioria da população.